# Südwestdeutsche Blätter für Familien- und Wappenkunde
Die Südwestdeutschen Blätter für Familien und Wappenkunde (SWDB) sind eine bundesweit verbreitete Fachzeitschrift für Genealogie und Heraldik, die in Stuttgart erscheint. Es werden hauptsächlich familien- und regionalhistorische Forschungen im Bereich Baden-Württemberg publiziert.
Die Südwestdeutschen Blätter werden vom Verein für Familienkunde in Baden-Württemberg und seinen Vorgängervereinen seit 1921 herausgegeben. Ab 1921 bis einschließlich 1944 erschienen sie als Blätter für württembergische Familienkunde (Bände 1 bis 9). Nachdem sich der Verein 1947 neugründete nahm er auch seine Publikationstätigkeit wieder auf. Ab 1947 erschienen die Aufsätze zunächst unter dem Namen Ergebnisse der württembergisch-badischen Familienforschung. Insgesamt kamen bis 1949 drei Hefte unter diesem Namen heraus, die nicht in die offizielle Bandzählung miteingingen.
Seit dem Jahr 1949 wurde die regelmäßige Bandzählung wieder aufgenommen. Die Bände erschienen zunächst unregelmäßig unter dem Namen Südwestdeutsche Blätter für Familien- und Wappenkunde und waren in Einzelhefte untergliedert. Seit 1975 erschienen die Bände dann im Rhythmus von zwei Jahren, wobei sie sich jeweils in zwölf Einzelhefte untergliederten. Seit 2007 werden die Südwestdeutschen Blätter nun als einzelne Jahresbände herausgegeben. Derzeit unter der Leitung des Historikers Immo Eberl.

## Sonderhefte
Es erscheinen in unregelmäßigen Abständen Sonderhefte der Zeitschrift. Bisher erschienen folgende Sonderhefte:
- Otto von Alberti, Kurt Wendler: Namensverzeichnis zur Fromann’schen Wappensammlung in der Württembergischen Landesbibliothek Stuttgart, Stuttgart 1975.
- Karl Ehmann: Die Auswanderung in die Neuengland-Staaten aus Orten des Enzkreises im 18. Jahrhundert. Stuttgart 1977.
- Georg Mann: Badische Familienkunde – Namensregister. Stuttgart 1979.
- Gerd Wunder: Bauerngenealogie. Stuttgart 1988.
- Hanns-Wolfgang Kress: Stammliste der Hölderlin, Hölderle(n). Stuttgart 1993.
- Rolf Bidlingmaier: Gesamtverzeichnis Südwestdeutsche Blätter für Familien- und Wappenkunde/Blätter für Württembergische Familienkunde/Badische Familienkunde 1921–2003. Stuttgart 2005.